# Список умерших в 1107 году

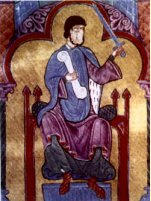
Раймунд Бургундский

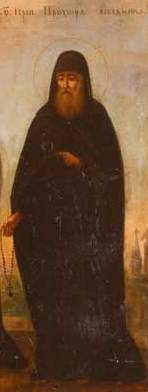
Прохор Лебедник

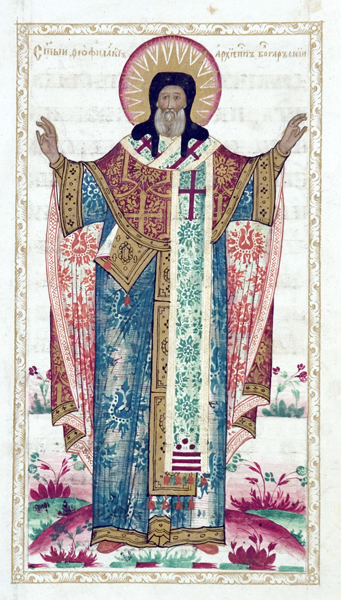
Феофилакт Болгарский

В этой статье представлен список известных людей, умерших в 1107 году.
См. также: Категория:Умершие в 1107 году

## Январь
- 8 января — Эдгар Храбрый — король Шотландии (1097—1107)

## Февраль
- 10 февраля — Прохор Лебедник — древнерусский православный святой, монах Печерского монастыря, преподобный.

## Март
- Роберт Фиц-Хэмон — нормандский рыцарь, один из первых англонормандских баронов, начавших завоевание Южного Уэльса, покоритель Гламоргана и основатель Кардиффа.

## Май
- 24 мая — Раймунд Бургундский — граф Амеруа, граф Галисии (1095—1107), последний граф Коимбры (1095—1107), основатель Бургундской династии в Кастилии.

## Август
- 9 августа — Хорикава — император Японии (1087—1107)
- 12 августа — Таз — половецкий хан.

## Сентябрь
- 8 сентября — Ричард де Ревьер — нормандский рыцарь, участник нормандского завоевания Англии, основатель английского дома де Ревьер, впоследствии — графов Девона и лордов острова Уайт.
- 9 сентября — Роджер Биго — нормандский рыцарь, участник нормандского завоевания Англии в 1066 г., основатель дворянского рода Биго — будущих графов Норфолк.
- 26 сентября — Маурисий[англ.] — Лорд-канцлер Англии (1078—1085), епископ Лондона (1085—1107)

## Октябрь
- 5 октября — Чэн И — китайский философ, педагог, один из основоположников неоконфуцианской школы ли сюэ («учение о принципе»)..

## Дата неизвестна или требует уточнения
- Даимберт Пизанский — епископ Пизы (1088—1092), первый архиепископ Пизы (1092—1107), участник первого Крестового похода, католический патриарх Иерусалимский (1099—1102, 1102—1107)
- Джаяварман VI — император Кхмерской империи (1080—1107)
- Джекермыш — сельджукский атабек Мосула (1102—1107).
- Зигфрид III фон Бойнебург — граф Бойнебурга (с 1083).
- Кылыч-Арслан I — сельджукский султан Рума (1092—1107). Погиб в битве
- Маркус сын Скегги[исп.] — исландский законоговоритель (1084—1107)
- Ми Фэй — китайский художник, поэт и каллиграф.
- Роберт I[англ.] — первый граф Лорителло (1061—1107)
- Святобор I — князь Померании.
- Феофилакт Болгарский — архиепископ Охрида в византийской провинции Болгарии (ныне Республика Македония), крупный византийский писатель и богослов, толкователь Священного Писания.
- Ми Фэй — китайский художник, поэт и каллиграф.